# Demeszkowce
Demeszkowce (ukr. Демешківці) – wieś na Ukrainie, w  obwodzie iwanofrankiwskim, w rejonie halickim.
W drugiej połowie XIX wieku właścicielką ziemską wsi Demeszkowce była Leopoldyna Horodyńska.